# Malabika Pramanik
Malabika Pramanik est une mathématicienne canadienne qui travaille comme professeure de mathématiques à l'Université de la Colombie-Britannique. Ses intérêts portent sur l'analyse harmonique, les variables complexes et les équations aux dérivées partielles.  

## Formation et carrière
Pramanik a étudié les statistiques à l'Institut indien de statistiques, obtenant son bachelor en 1993 et sa maîtrise en 1995. Elle part ensuite à l'Université de Californie à Berkeley, où elle a obtenu un doctorat en mathématiques en 2001. Sa thèse, intitulée Weighted Integrals in {\displaystyle \mathbb {R} ^{2}} and the Maximal Conjugated Calderon–Zygmund Operator, a été supervisée par Michael Christ. Après des postes à court terme à l'Université du Wisconsin à Madison, à l'Université de Rochester et au California Institute of Technology, elle a rejoint la faculté de l'Université de la Colombie-Britannique en 2006.

## Prix et distinctions
Elle est lauréate 2015-2016 du prix commémoratif Ruth I. Michler de l'Association for Women in Mathematics et la lauréate 2016 du prix Krieger-Nelson, remis annuellement par la Société mathématique du Canada à une chercheuse exceptionnelle en mathématiques.